# 이은혜 (레이싱 모델)
이은혜(1987년 6월 26일 ~ )는 대한민국의 모델, 방송인이다.

## 활동 사항

### 과거
- 2011년 10월 F1 코리아 그랑프리 그리드걸
- 2011년 10월 코리아 스쿠터 레이스 챔피언십 레이싱모델
- 2011년 10월 대구 스트리트 모터 페스티벌 레이싱모델
- 2011년 11월 지스타 세가 모델
- 2011년 F1 코리아 그랑프리 그리드걸 선발대회 협찬사상 수상
- 2012년 테켄 버스터즈
- 2012년 5월 온게임넷 철권 버스터즈 걸[1][2]
- 2012년 6월 코리아 스쿠터 레이스 챔피언십 레이싱모델
- 2013년 3월 서울모터쇼 인피니티 레이싱모델
- 2013년 7월 서울오토살롱 레이싱모델
- 2014년 7월 서울오토살롱 레이싱모델
- 2015년 핸즈모터스포츠 전속모델
- 2016년 핸즈모터스포츠 전속모델
- 2017년 3월 서울모터쇼 기아자동차 레이싱모델
- 2017년 6월 에이전시 & 마케팅 대행사 혜원사(惠源社) 설립(공동대표)

## 출연작

### 방송
- 2012년 OGN 《서든어택 챔피언스 리그》
- 2012년 OGN 《테켄 버스터즈》
- 2013년 OGN 《은혜의 열혈강호2 원정대》
- 2013년 MBC 《스포츠특선 카!센터》
- 2014년 헝그리앱TV 《이은혜의 몬스터길들이기》 (몬길의 은혜)
- 2014년 MBC 에브리원 《정의본색》
- 2016년 XTM 《더 벙커》
- 2018년 MBC 《비디오스타》
- 2021년 TV조선  《아내의 맛》
- 2020년~2021년 KBS2 《살림하는 남자들》

### CF 광고
- 2013년 열혈강호2
- 2013년 웹영웅전2

## 가족 관계
- 배우자 : 노지훈 (1990년 7월 12일 ~ )
  - 아들 : 노이안 (2018년 11월 25일 ~ )